# Ibiki de Houelle
Ibiki de Houelle, född 30 september 2018, är en fransk varmblodig travhäst som tränas av Franck Leblanc och körs av Éric Raffin.
Han började tävla 2021 och han har hittills sprungit in 323 360 euro på 32 starter, varav 10 segrar, 4 andraplatser och 3 tredjeplats. Karriärens hittills största seger är tagen i Prix Jean-René Gougeon (2024).
Han har även segrat i Prix du Perreux (2023), Prix Narquois (2023), Prix de Bar-Le-Duc (2023) och kommit på andraplats i Prix de Juvigny (2023).

## Statistik
| Statistik för Ibiki de Houelle (Ref.) | Statistik för Ibiki de Houelle (Ref.) | Statistik för Ibiki de Houelle (Ref.) | Statistik för Ibiki de Houelle (Ref.) | Statistik för Ibiki de Houelle (Ref.) | Statistik för Ibiki de Houelle (Ref.) |
| ------------------------------------- | ------------------------------------- | ------------------------------------- | ------------------------------------- | ------------------------------------- | ------------------------------------- |
| Starter                               | Placeringar                           | Startprissumma                        | Segerprocent                          | Platsprocent                          | Rekord                                |
| 32                                    | 10-4-3                                | 323 360 euro                          | 31 %                                  | 53 %                                  | 1.10,4ak,                             |

### Större segrar
| År   | Lopp                   | Kusk            | Vinstbelopp | Grupp   |
| ---- | ---------------------- | --------------- | ----------- | ------- |
| 2023 | Prix du Perreeux       | Anthony Barrier | 40 500 EUR  | Grupp 3 |
| 2023 | Prix Narquois          | Éric Raffin     | 36 000 EUR  | Grupp 3 |
| 2023 | Prix de Bar-Le-Duc     | Éric Raffin     | 40 500 EUR  | Grupp 3 |
| 2024 | Prix Jean-René Gougeon | Éric Raffin     | 40 500 EUR  | Grupp 3 |